# Undertow
Undertow je debitantski studijski album američkog rock sastava Tool. Diskografska kuća Zoo Entertainment objavila ga je 6. travnja 1993. godine. Njegovi su producenti bili sama grupa i Sylvia Massy, a bio je sniman od listopada do prosinca 1992. godine u dvama studijima: Sound City Studiosu u Van Nuysu i Grandmaster Recordersu u Hollywoodu. Uradak sadrži neke pjesme koje skupina nije odlučila objaviti na debitantskom EP-u Opiate.
Prema AllMusicu Undertow je pomogao heavy metalu da ostane u glavnoj struji, kao što je i određenim kasnijim sastavima omogućio proboj u nju. Bio je objavljen u vrijeme kad je grunge bio na vrhu popularnosti, a pop punk polako je počeo ulaziti u glavnu struju. AllMusic je izjavio da je uradak bio uspješan zbog "upečatljivih, nezaboravnih slika koje su nadopunjavale nihilističku a opet čeznutljivu atmosferu albuma".
Do 2010. godine Undertow je bio prodan u više od 2,9 milijuna primjeraka u SAD-u i postigao je dvostruku platinastu nakladu.

## Pozadina
Undertow je jedini Toolov studijski album na kojem se pojavio izvorni basist Paul D'Amour.
Komičaru Billu Hicksu u knjižici albuma pripisane su zasluge za "nadahnuće", a Undertow je jedini Toolov album objavljen za njegova života. Skupina ga je ponovno spomenula na sljedećem albumu, Ænimi.
Chrisu Haskettu, koji je tada bio član Rollins Banda, u knjižici su albuma pripisane zasluge za "malj", što se vjerojatno odnosi na "tri klavira i puške uništene maljevima" na pjesmi "Disgustipated". Adam Jones prisjetio se da je jednom prilikom grupa kupila dva klavira iz druge ruke kako bi puškama mogla pucati u njih u parkirnoj garaži koja se nalazila unutar Grand Master Studija i rezultate snimiti na vrpcu. Navodno vlasnici studija nije smetala ta ideja, ali im je uvjetovala da počiste za sobom. Od incidenta Toolu su pristupili članovi drugih skupina koji su tvrdili da su vidjeli rupe od metaka u zidu garaže.

## Ilustracije
Naslovnicu je dizajnirao gitarist Adam Jones. Fotografije u knjižici albuma koje prikazuju golu pretilu ženu, golog mršavog muškarca i članove sastava s pribadačama u glavi dovele su do polemika, zbog čega su prodavaonice poput Kmarta i Walmarta odbile prodavati album. Skupina je stoga objavila drugu inačicu uratka, koja je sadržavala veliki crtični kod na bijeloj pozadini. Uz tu je inačicu albuma bila objavljena i poruka članova sastava:
Poruka uz fotografije članova grupe glasi: "Trust me trust me trust me trust me trust me I just want to start this over say you won't go this is love I'll make weapons out of my imperfections lay back and let me show you another way only this one holy medium brings me peace of mind cleanse and purge me in the water twice as loud as reason euphoria I've been far too sympathetic no one told you to come I hope it sucks you down life feeds on life this is necessary." Pjesme čiji se stihovi nalaze u tome tekstu redom su ove: "Sober", "Crawl Away", "4°", "Prison Sex", "Flood", "Undertow", "Intolerance", "Swamp Song", "Disgustipated". Jedini citat koji se ne pojavljuje na albumu jest "I'll make weapons out of my imperfections", što je bio stih iz Maynardovog prvotnog teksta za "Bottom" prije nego što ga je preoblikovao gost Henry Rollins.
Na nekim se inačicama albuma nakon odvajanja crne ladice za CD može vidjeti slika krave kako naočigled liže svoje genitalije. Na ostalim inačicama albuma objavljenima međunarodno tu se sliku može bez poteškoća vidjeti ispod prozirne obloge kutijice albuma. Za sliku krave u knjižici albuma zasluge su pripisane Danielle Bregman. Rebra se također pojavljuju na naslovnici uratka, ali slike pretile žene nema u knjižici albuma; ondje su prikazani samo članovi skupine.
Prase Adama Jonesa, Moe, prikazano je na stražnjoj naslovnici usred mnoštva vilica koje stoje na drškama.

## Recenzije
AllMusic je dodijelio albumu četiri od pet zvjezdica i izjavio je: "Tehnički briljantan, glazbeno složen i tonski agresivan Undertow nije samo utro prt nekolicini grupa prema adolescentima zaljubljene u trgovačke centre, također je dokazao i da metal može istovremeno biti inteligentan, osjećajan i brutalan." U svojoj je recenziji David Brown iz Entertainment Weeklyja uratku dao ocjenu -5 (A-) i izjavio: "Kao i većina njegovih kolega u korpusu alternativnog metala — Alice in Chains, Stone Temple Pilots i Helmet — Tool drobi i teško hoda kao i najbolji. Tu skupinu iz Los Angelesa u usporedbi s ostalima malo su izdignule bolje pjesme (s pravim strofama, pripjevima i upečatljivim stihovima - poslušajte izvrsni "Prison Sex") i nagovještaji ranjivosti u glasu pjevača Maynarda Jamesa Keenana".
U bibliografskom članku sastava na web-stranici About.com recenzent Tim Grierson opisao je uradak "suštinskim Toolovim albumom" i izjavio: "Gotovo je nemoguće opisati utjecaj Undertowa u vrijeme svoje objave, 1993. godine. Toolov debitantski uradak, koji je pendantan, ljut, oslobađajuć i stravičan, nastao je u doba rock glazbe kad su skupine iz Seattlea poput Nirvane i Pearl Jama grunge rifovima iskazivale otuđenost, čime su nadahnule mnnoge glazbenike koji su ih odlučili kopirati. Undertow je također iskazivao otuđenost, no dojmljivim valovima žalosti i jeze na albumu nije podrijetlo [grunge], već potpuno drugačiji planet; uradak je ponudio iznenađujući kontrapunkt popularnim zvukovima te ere".

## Popis pjesama
Tekstovi: Maynard James Keenan, osim pjesme "Bottom", koju je napisao s Henryjem Rollinsom, glazba: Adam Jones, Danny Carey i Paul D'Amour.
| 1.    | »Intolerance«   | 4:53  |
| 2.    | »Prison Sex«    | 4:56  |
| 3.    | »Sober«         | 5:06  |
| 4.    | »Bottom«        | 7:14  |
| 5.    | »Crawl Away«    | 5:30  |
| 6.    | »Swamp Song«    | 5:31  |
| 7.    | »Undertow«      | 5:22  |
| 8.    | »4°«            | 6:03  |
| 9.    | »Flood«         | 7:46  |
| 10.   | »Disgustipated« | 15:47 |
| 69:13 |                 |       |

| Bonus skladba s japanske inačice | Bonus skladba s japanske inačice                                    | Bonus skladba s japanske inačice | Bonus skladba s japanske inačice | Bonus skladba s japanske inačice | Bonus skladba s japanske inačice | Bonus skladba s japanske inačice | Bonus skladba s japanske inačice | Bonus skladba s japanske inačice | Bonus skladba s japanske inačice |
| Br.                              | Skladba                                                             | Trajanje                         |                                  |                                  |                                  |                                  |                                  |                                  |                                  |
| -------------------------------- | ------------------------------------------------------------------- | -------------------------------- | -------------------------------- | -------------------------------- | -------------------------------- | -------------------------------- | -------------------------------- | -------------------------------- | -------------------------------- |
| 10.                              | »Opiate« (ne sadrži skrivenu skladbu "The Gaping Lotus Experience") | 5:20                             |                                  |                                  |                                  |                                  |                                  |                                  |                                  |
| 74:35                            |                                                                     |                                  |                                  |                                  |                                  |                                  |                                  |                                  |                                  |

| Bonus disk za australsko i azijsko područje | Bonus disk za australsko i azijsko područje                         | Bonus disk za australsko i azijsko područje | Bonus disk za australsko i azijsko područje | Bonus disk za australsko i azijsko područje | Bonus disk za australsko i azijsko područje | Bonus disk za australsko i azijsko područje | Bonus disk za australsko i azijsko područje | Bonus disk za australsko i azijsko područje | Bonus disk za australsko i azijsko područje |
| Br.                                         | Skladba                                                             | Trajanje                                    |                                             |                                             |                                             |                                             |                                             |                                             |                                             |
| ------------------------------------------- | ------------------------------------------------------------------- | ------------------------------------------- | ------------------------------------------- | ------------------------------------------- | ------------------------------------------- | ------------------------------------------- | ------------------------------------------- | ------------------------------------------- | ------------------------------------------- |
| 1.                                          | »Undertow«                                                          | 5:42                                        |                                             |                                             |                                             |                                             |                                             |                                             |                                             |
| 2.                                          | »Sober«                                                             | 5:10                                        |                                             |                                             |                                             |                                             |                                             |                                             |                                             |
| 3.                                          | »Opiate« (ne sadrži skrivenu skladbu "The Gaping Lotus Experience") | 5:20                                        |                                             |                                             |                                             |                                             |                                             |                                             |                                             |
| 4.                                          | »Flood«                                                             | 3:40                                        |                                             |                                             |                                             |                                             |                                             |                                             |                                             |
| 5.                                          | »Prison Sex«                                                        | 4:50                                        |                                             |                                             |                                             |                                             |                                             |                                             |                                             |
| 6.                                          | »Jerk Off«                                                          | 4:18                                        |                                             |                                             |                                             |                                             |                                             |                                             |                                             |
| 7.                                          | »Prison Sex«                                                        | 5:01                                        |                                             |                                             |                                             |                                             |                                             |                                             |                                             |
| 8.                                          | »Bottom«                                                            | 6:24                                        |                                             |                                             |                                             |                                             |                                             |                                             |                                             |
| 40:40                                       |                                                                     |                                             |                                             |                                             |                                             |                                             |                                             |                                             |                                             |

## Zasluge
| Glazbala članova sastava u knjižici su albuma navedena pod alternativnim nazivima. Tool - Maynard James Keenan – vokali (navedeni kao "Möstresticator") - Adam Jones – gitara (navedena kao "Bastardometer"); sitar (na pjesmi "4°"), ilustracije - Paul D'Amour – bas-gitara (navedena kao "Bottom Feeder"), ilustracije - Danny Carey – bubnjevi (navedeni kao "Membranophones") | Dodatni glazbenici - Henry Rollins – dodatni vokali (na pjesmi "Bottom") - Chris Haskett – malj (na pjesmi "Disgustipated") Ostalo osoblje - Statik – programiranje (na pjesmi "Disgustipated") - Sylvia Massy – produkcija, miksanje - Ron St. Germain – miksanje - Craig Caton – fotografija - Danielle Bregmann – fotografija - Dean Karr – fotografija - K. Lee Hammond – umjetnički direktor - Len Burge III – ilustracije - Robert Fayer – dodatni inženjer zvuka (pri snimanju) - Brad Cook – dodatni inženjer zvuka (pri snimanju) - Chris Olivas – dodatni inženjer zvuka (pri miksanju) |

## Ljestvice
| Ljestvica (1993. – 1994.) | Najviša Pozicija |
| ------------------------- | ---------------- |
| SAD (Billboard 200)       | 50               |
| SAD (Top Heatseekers)     | 1                |
| Novi Zeland               | 17               |